# Epitoxis borguensis
Epitoxis borguensis là một loài bướm đêm thuộc phân họ Arctiinae, họ Erebidae.